# Área de Proteção Ambiental Gruta dos Brejões - Vereda do Romão Gramacho
A Área de Proteção Ambiental Gruta dos Brejões - Vereda do Romão Gramacho é uma reserva ambiental localizada na Chapada Diamantina, possuindo uma área total de 11 900 hectares no entorno da lapa dos Brejões, tendo sido criada em 1985.
Localizada na região chamada de Piemonte da Chapada Diamantina, sua área ocupa terras dos municípios de João Dourado, Morro do Chapéu e São Gabriel, fazendo parte do sistema hidrográfico da bacia do São Francisco.

## Criação da área de proteção
Criada pelo decreto estadual 32.487 de 13 de novembro de 1985 tem por objetivos legais "conservar e proteger as formações geológicas notáveis, as cavidades naturais subterrâneas, seus espeleotemas, animais cavernícolas associados e as águas subterrâneas do Rio Jacaré; assegurar a proteção das inúmeras espécies animais raras e ameaçadas de extinção, preservar a vegetação característica e peculiar existentes nas encostas calcárias e nas margens do Rio Jacaré; proteger os sítios arqueológicos (pinturas rupestres e abrigos sob rocha) e paleontológicos (fósseis de animais pleistocênicos); controlar o uso de agrotóxicos e assegurar a harmonia das comunidades sertanejas integradas ao ecossistema regional". A fiscalização estava originalmente a cargo do Centro de Recursos Ambientais da Bahia (CRA), depois Instituto do Meio Ambiente e Recursos Hídricos (Inema), do governo estadual.

## Aspectos ambientais
Localizada em pleno semi-árido, está geologicamente inserida na Bacia Sedimentar de Irecê, caracterizada pela formação de rochas calcárias, e com vegetação predominante de caatinga e com a presença de árvores típicas desse ecossistema, como a ameaçada de extinção angico (Anadenanthera sp.), cuja extração é proibida no estado da Bahia.
O lugar apresenta como principais problemas ambientais a poluição do rio Jacaré, a invasão de terras às margens do rio e próximo às cavernas e locais com registros arqueológicos, além da caça predatória.

## Sítios arqueológicos
Segundo Carlos Etchevarne, a região de Morro do Chapéu traz pinturas rupestres de tons amarelos e brancos, como na Pedra do Boiadeiro e na Toca da Figura, e pretos como na Bocaina. Na Toca da Figura existem representações de animais como quadrúpedes e aves pernaltas, e de plantas e árvores, por exemplo. Na Bocaina há formas como pontos e traços, retrato de um período em que "surgem figuras com alto grau de elaboração geometrizante" que ele agrupa no chamado período de "Tradição São Francisco", ao passo em que na Toca da Figura estão classificados na "Tradição Nordeste".
Esses sítios arqueológicos representam "um cenário de importância científica única", para o Inema.
A Gruta dos Brejões possui uma extensão total de 7 750 m, com uma abertura de entrada de 106 m de altura. A espeleologia a divide em duas: Brejões I e Brejões II, e a gruta, além das grandes dimensões, "prima em espeleotemas de grande porte".